# Tomas Tranströmer
Tomas Tranströmer (Stoccolma, 15 aprile 1931 – Stoccolma, 26 marzo 2015) è stato uno scrittore, poeta e traduttore svedese, molto conosciuto e apprezzato in patria. 
È stato insignito del Nordic Council's Literature Prize nel 1990, del Premio Struga (del quale sono stati insigniti poeti del calibro del cileno Pablo Neruda e degli italiani Edoardo Sanguineti e Eugenio Montale) e del Neustadt International Prize for Literature nel 1990. 
Nel 2011 vince il Premio Nobel per la letteratura con la seguente motivazione: "perché attraverso le sue immagini condensate e traslucide, ci ha dato nuovo accesso alla realtà".

## Biografia, opera, riconoscimenti
Nato a Stoccolma, frequenta la Scuola Latina di Södra e si laurea in Psicologia presso l'Università di Stoccolma nel 1956. Nel 1954 aveva pubblicato una raccolta poetica intitolata 17 dikter (17 poesie), nella quale racchiudeva anche alcune opere realizzate all'età di tredici anni. Nel 1990 è stato colpito da un ictus, che tuttavia non gli ha impedito di continuare a scrivere: nel 1993, infatti, ha pubblicato Minnena ser mig (I ricordi mi guardano), la sua prima autobiografia, e nel 2004 Den stora gåtan, (Il grande enigma), la sua più celebre - a livello europeo - raccolta di versi, che è stata pubblicata nel Regno Unito con il titolo The Great Enigma (Il Grande Enigma).
Tranströmer è molto amico del poeta statunitense Robert Bly, con il quale si è impegnato per anni in una fitta corrispondenza; Bly è stato anche traduttore in inglese di varie sue opere. Questa corrispondenza è stata raccolta nel libro Air Mail, opera che tratta le tematiche più varie non sempre "in modo tradizionale", critica che gli è stata mossa.
Ha vinto diversi premi letterari, tra i quali in particolare il prestigioso macedone Premio Struga, che è stato assegnato ad autori molto significativi della letteratura mondiale. Come scrittore in prosa, comunque, non ha mai avuto successo commerciale.
Nel 2011 gli è stato conferito il Premio Nobel per la letteratura; prima di lui l'ultimo poeta premiato era stata l'autrice polacca Wisława Szymborska, nel 1996.
È morto il 26 marzo 2015 all'età di 83 anni a seguito di un secondo ictus dopo quello che già lo colpì nel 1990.

## Poetica
È stato talvolta accusato da altri poeti, specialmente negli anni settanta, di essere troppo legato alla tradizione letteraria svedese e di tralasciare i grandi mutamenti contemporanei, non parlandone in poesie e romanzi. La sua opera, in effetti, è posta da alcuni critici come a metà tra il Modernismo, l'Espressionismo e il Surrealismo, tre correnti artistiche e letterarie di solito considerate come appartenenti al passato.

La sua poetica, in generale, è concentrata sulla ricerca dell'uomo nella vita di tutti i giorni, espressa anche in versi mistici e nella descrizione degli universali aspetti della mente e del suo immenso potere, indipendentemente da concetti etici come bene e male. Maria Cristina Lombardi, nell'introduzione a Poesia dal silenzio, sottolinea però anche l'oscillazione "monadica" verso "altri mondi e immagini cosmiche".
Nelle brevissime composizioni de Den stora gåtan (Il Grande Mistero), del 2004, il poeta affronta in particolare una riflessione sul suo rapporto con Dio (È successo qualcosa. / La luna illuminava la stanza. / Dio ne era a conoscenza) in quella che, secondo Roberto Galaverni, è una "prossimità al silenzio".

### Elenco delle opere
- 17 dikter (17 poemi, 1954)
- Hemligheter på vägen (Segreti sulla strada, 1958)
- Den halvfärdiga himlen (I semilavorati del cielo, 1962)
- Klanger och spår (Canti e suoni, 1966)
- Mörkerseende (Visione notturna, 1970)
- Stigar (Percorsi, 1973)
- Östersjöar (Lago dell'est, 1974)
- Sanningsbarriären (Un muro di verità, 1978)
- Det vilda torget (La piazza selvaggia, 1983)
- För levande och döda (Per i vivi e per i morti, 1989)
- Minnena ser mig (I ricordi mi guardano, 1993)
- Sorgegondolen (La gondola del dolore, 1996)
- Den stora gåtan (Il grande mistero, 2004)[5]
- Galleriet: Reflected in Vecka nr.II (Galleria : riflessi della settimana n° 2, 2007)